# Nico Denz
Nico Denz (* 15. Februar 1994 in Waldshut-Tiengen) ist ein deutscher Radrennfahrer.

## Sportlicher Werdegang
Nachdem Denz mit dem Radsport beim VBC Waldshut-Tiengen begonnen hatte, schloss er sich im Jahr 2013 der französischen Vereinsmannschaft Chambéry Cyclisme Formation, dem Farmteam des UCI World Teams AG2R La Mondiale an. In der Saison 2014 gewann Denz sieben Rennen des französischen Radsportkalenders und war damit der erfolgreichste Fahrer dieses Radsportteams.
Ab 1. August 2014 fuhr er für das World Team als Stagiaire. Anschließend schloss er einen regulären Vertrag mit Wirkung ab dem 1. August 2015, da er mit dem Management übereinkam, dass ein Wechsel schon zu Beginn 2015 noch zu früh wäre. Vor seinem Wechsel errang Denz durch den dritten Platz bei der Berner Rundfahrt und den siebten Rang in der Gesamtwertung der Tour des Pays de Savoie seine ersten Punkte in der Rangliste der UCI Europe Tour und belegte bei den Deutschen Straßenmeisterschaften den dritten Platz im Straßenrennen der U23 und den elften Platz der Elite.
In der Saison 2017 gewann Denz die Bergwertung des Étoile de Bessèges. Beim UCI-WorldTour-Rennen Eschborn–Frankfurt initiierte er zusammen mit Nils Politt 40 Kilometer vor dem Ziel einen Ausreißversuch und wurde schließlich 31. Bei seinem Grand-Tour-Debüt, der Vuelta a España 2017, wurde Denz zusammen mit seinem Teamkollegen Alexandre Geniez aus dem Rennen genommen, nachdem sich beide auf der 15. Etappe am Schlussanstieg an einem Begleitwagen festhielten.
Auf der zehnten Etappe des Giro d’Italia 2018 konnte er sich im Finale mit Matej Mohorič absetzen, hinter dem er im Endspurt Zweiter wurde und so sein bis dahin bestes Ergebnis in einem WorldTour-Rennen erzielen. Bei den Europameisterschaften 2018 war Denz 10 Kilometer vor dem Ziel Mitglied einer 10-köpfigen Spitzengruppe, stürzte allerdings und wurde Neunter. Im gleichen Jahr gelang ihm bei der Tour de Vendée im Sprint einer dreiköpfigen Ausreißergruppe sein erster internationaler Sieg.
Zur Saison 2020 wechselte Denz zum Team Sunweb. Er gewann im Zweiersprint gegen den späteren Gesamtsieger Jannik Steimle die zweite Etappe der Slowakei-Rundfahrt und wurde selbst Gesamtzweiter. Den Giro d’Italia 2020 absolvierte er als wichtiger Helfer seiner Teamkollegen Jai Hindley und Wilco Kelderman, die schließlich die Plätze zwei und drei belegten.
Nach langer Flucht gewann Denz die Bergankunft der 6. Etappe der Tour de Suisse 2022 im Photofinish einer vierköpfigen Spitzengruppe und damit sein erstes Rennen der UCI WorldTour.
Zur Saison 2023 wechselte Denz zum Team Bora-hansgrohe. Er gewann die 12. Etappe des Giro d’Italia im Sprint einer dreiköpfigen Spitzengruppe, die sich aus einer frühen 26-köpfigen Ausreißergruppe absetzen konnte. Zwei Tage später siegte er auf dem 14. Teilstück erneut im Zielsprint einer Ausreißergruppe. Bei der Deutschen Straßenmeisterschaft gewann er die Silbermedaille. Mitte Oktober wurde er Sprintsieger der 5. Etappe der Türkei-Rundfahrt vor seinem Teamkollegen Matthew Walls, als dessen Anfahrer er eigentlich vorgesehen war.
Beim Giro d’Italia 2025 konnte sich Denz auf der 18. Etappe zweimal einer Ausreißergruppe anschließen. Aus der zuletzt 11-köpfigen Gruppe heraus startete er in den kurvigen Gassen von Cesano Maderno, 18 Kilometer vor dem Ziel, eine erfolgreiche Attacke. Mit einem Vorsprung von 1:01 Minuten fuhr er seinen 3. Etappensieg beim Giro d’Italia ein.

## Erfolge
2015
- Deutsche Meisterschaften – U23-Straßenrennen

2017
- Bergwertung Étoile de Bessèges

2018
- Tour de Vendée

2020
- eine Etappe Slowakei-Rundfahrt

2022
- eine Etappe Tour de Suisse

2023
- zwei Etappen Giro d’Italia
- eine Etappe Türkei-Rundfahrt

2025
- eine Etappe Giro d’Italia 2025

## Wichtige Platzierungen
| Grand Tour            | 2016 | 2017 | 2018 | 2019 | 2020 | 2021 | 2022 | 2023 | 2024 | 2025 |
| --------------------- | ---- | ---- | ---- | ---- | ---- | ---- | ---- | ---- | ---- | ---- |
| Giro d’ItaliaGiro     | –    | –    | 62   | 124  | 83   | 102  | 111  | 57   | –    | 122  |
| Tour de FranceTour    | –    | –    | –    | –    | –    | –    | –    | –    | 110  |      |
| Vuelta a EspañaVuelta | –    | DNF  | –    | –    | –    | 114  | –    | 97   | DNF  |      |

| Monument                 | 2016 | 2017 | 2018 | 2019 | 2020 | 2021 | 2022 | 2023 | 2024 | 2025 |
| ------------------------ | ---- | ---- | ---- | ---- | ---- | ---- | ---- | ---- | ---- | ---- |
| Mailand–Sanremo          | –    | 125  | –    | –    | –    | –    | –    | 114  | 45   | –    |
| Flandern-Rundfahrt       | DNF  | DNF  | 67   | 122  | –    | 63   | –    | –    | 60   | –    |
| Paris–Roubaix            | DNF  | DNF  | 96   | 36   | –    | –    | DNF  | –    | –    | –    |
| Lüttich–Bastogne–Lüttich | –    | –    | –    | –    | –    | –    | –    | –    | –    | –    |
| Lombardei-Rundfahrt      | –    | –    | –    | –    | DNF  | –    | –    | –    | –    |      |